# Norman Thavaud

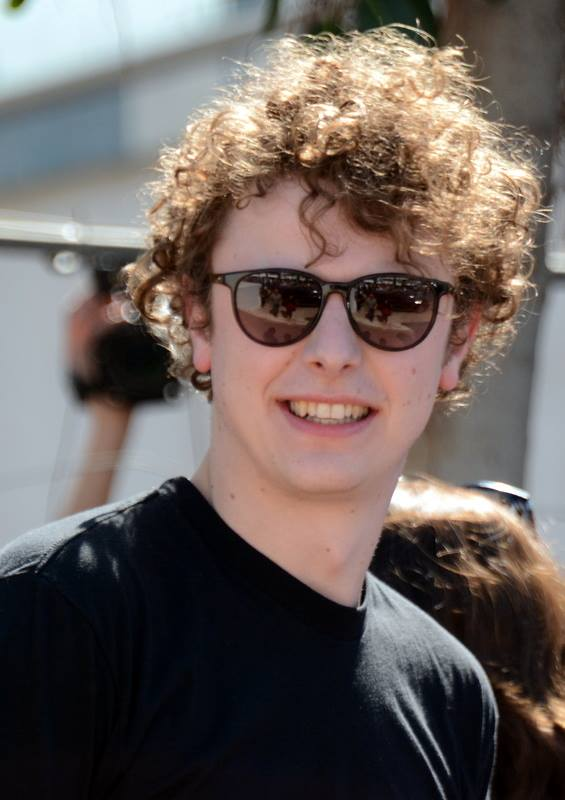
Norman Thavaud (2015)

Norman Thavaud (* 4. April 1987 in Arras), besser bekannt unter seinem Vornamen Norman, ist ein französischer YouTuber und Schauspieler. Sein Kanal Norman fait des vidéos (französisch für Norman macht Videos) hat 11,5 Millionen Abonnenten (Stand: November 2024).

## Leben
Thavaud wurde 1987 in Arras im französischen Département Pas-de-Calais geboren. Seine Mutter war Lehrerin für Erdkunde und Geschichte und starb an Krebs, als er noch ein Kind war, sein Vater Direktor einer Filmschule. Seit 2002 lebt er in Paris. Aktuell wohnt er in einer Zweier-WG in Montreuil.

## Online-Karriere
Noch bevor Thavaud den Kanal Norman fait des vidéos startete, formte er gemeinsam mit dem französischen YouTuber Hugo Tout Seul die Gruppe Le Velcrou (in Anlehnung an den französischen Marktnamen für Klettverschlüsse, Velcro). Gemeinsam veröffentlichten sie ab März 2008 Videos auf der Video-Plattform Dailymotion. Ende 2010 startete Thavaud seinen eigenen Kanal und veröffentlichte am 3. Januar 2011 sein erstes Video, Le Club de Ping Pong (Der Tischtennis-Verein). Darin erzählte er von seinen Erlebnissen in einem Tischtennisverein. Zwei Monate später veröffentlichte er ein Video mit dem Titel Les Bilingues (Die Zweisprachigen), das lange sein meistgesehenes Video bleiben sollte. Im September 2015 veröffentlichte er mit Mario Clash Luigi sein bisher erfolgreichstes Video mit 96 Millionen Aufrufen (Stand: November 2024).

## Bühnenkarriere
Seit 2015 tritt Thavaud auch auf der Bühne in seiner eigenen One-Man-Show auf. So tourte er im zweiten Halbjahr durch viele Säle in Frankreich, der Schweiz und Belgien. Die Show wurde bis Mai 2016 verlängert.